# 伊吹敦
伊吹 敦（いぶき あつし、1959年（昭和34年）- ）は、日本の仏教学者。東洋大学文学部教授。専門は初期禅宗史。愛知県生まれ。

## 略歴
- 1983年、早稲田大学第一文学部卒業。
- 1992年、同大学院文学研究科博士課程修了。

## 著作
- 『禅の歴史』（法藏館、2001年）
- 『中国禅思想史』（禅文化研究所、2021年）

### 翻訳
- 印順 『中国禅宗史 - 禅思想の誕生』（山喜房仏書林、1997年）
- ジョセフ・アドラー 『中国の宗教』（尾形幸子と共訳、シリーズ21世紀をひらく世界の宗教：春秋社、2005年）

## 論文
- CiNii>伊吹敦
- INBUDS>伊吹敦